# ザラ場
ザラ場、またはザラバは、証券市場において寄り付きから引けまでの取引時間を指す。

## 寄り付き、ザラ場、引け
2024年11月5日以降の東京証券取引所の現物市場の場合、取引時間は午前9:00 - 11:30の「前場（ぜんば）」と12:30 - 15:30の「後場（ごば）」に分かれており、その日の最初の取引を「寄り付き」、昼休みを挟んだ午後の取引開始を「後場寄り」という。前場・後場のそれぞれ最後の取引を「引け」といい、特に前場を「前引け」や「前場引け」、後場を「大引け」や「後場引け」と呼ぶこともある。前場・後場の立会時間中はザラバ方式、寄り付き・前引け・後場寄り・大引けでは板寄せ方式で売買が行われる。前引けや大引けで取引が成立せず、ザラ場でついた株価のまま取引が終了することを「ザラ場引け」と称する。

## ザラバ方式と板寄せ方式
立会時間中は「価格優先の原則」と「時間優先の原則」に基づき、継続して取引が行われる。価格優先の原則とは、買い注文では安い指値より高い指値、売り注文では高い指値より安い指値が優先されるルールである。すでに発注されている最も高い買い注文と新たに発注された売り注文の値段、あるいは既発注の最も安い売り注文と新たな買い注文の値段が合致した時に売買が成立する。値段を指定しない成行注文は指値注文より優先される。注文した値段が同じ場合は時間優先の原則により、取引所が先に注文を受け付けた順に約定するが、値幅制限に到達した場合や、売買停止中に受けた注文は同時注文と見做され、時間優先の原則は適用されない。
これに対し板寄せ方式とは、価格優先原則に基づいて成行注文を優先したのち、安い売り注文と高い買い注文を突き合わせ、数量が合致した値段が約定価格となる。取引所で価格を板に書き記していた当時の名残であるが、現在ではコンピュータで処理されている。

## 語源
ザラ場の語源は「ザラにある」、すなわちいくらでも普通にある場からきている。証券市場以外では、食品流通業界において飲食店のうち個人経営の店を俗に「ザラ場」と呼ぶことがある。